# Goeiemorgen, morgen
Goeiemorgen, morgen is een nummer van Nicole & Hugo. Het was tevens het nummer waarmee ze België zouden vertegenwoordigden op het Eurovisiesongfestival 1971 in de Ierse hoofdstad Dublin. Echter, een week voor de start van het Eurovisiesongfestival, werd Nicole geveld door geelzucht. Hierdoor moest het duo op het laatste moment afzeggen voor het liedjesfestival. België had nog nooit een festival gemist en wilde dat zo houden. Daarom besliste de BRT om hetzelfde liedje te sturen, maar een nieuw duo te kiezen: Lily Castel en Jacques Raymond. Ze werden onmiddellijk op het vliegtuig naar Ierland gezet. Pas op de vlucht zongen ze het lied voor het eerst en oefenden ze de danspasjes.
Het mocht echter niet baten. Het nummer kreeg niet veel punten in Dublin, mede doordat Raymond niet al te vlot bewoog op het podium. Ze werden gedeeld 14e, met 68 punten. Nicole & Hugo mochten 2 jaar later hun land wel vertegenwoordigen, ditmaal met Baby, baby.
Het lied gaat in 2022 in Oekraïne, ten tijde van de Russische bezetting, viral op TikTok. Goei klinkt als de Russische krachtterm хуй (choej), vergelijkbaar met fuck, wanneer het in het leven tegenzit of iets misgaat.
Op 23 januari 2023 begon de Vlaamse Radio2-zender met het ochtendprogramma Goeiemorgen Morgen! met Peter Van de Veire en Kim Van Oncen als presentatoren. Van de Veire - een grote fan van het Eurovisiesongfestival - kwam op de naam en kreeg toestemming van Hugo om het te mogen gebruiken.

## Resultaat
| Plaats | Land        | Artiest                       | Lied                 | Punten |
| ------ | ----------- | ----------------------------- | -------------------- | ------ |
| 13     | Luxemburg   | Monique Melsen                | Pomme, pomme, pomme  | 70     |
| 14     | België      | Lily Castel & Jacques Raymond | Goeiemorgen, morgen  | 68     |
| 14     | Joegoslavië | Krunoslav Slabinac            | Tvoj dječak je tužan | 68     |
| 16     | Oostenrijk  | Marianne Mendt                | Musik                | 56     |